# 政治协商会议决议
政治协商会议决议简称政协决议，是1946年1月31日，中国国民党、中国共产党、中国民主同盟、中国青年党和無黨派五方面在重庆的政治协商会议上达成的协议。
该决议一共分为五个决议案，分别为和平建国纲领；军事问题决议案、国民大会问题决议案，改组政府问题决议案和宪法草案决议案。和平建国纲领是这五个决议中最核心的决议，也是后来中华民国宪法基本国策章节的原形。
政协决议问题曾经是国共两党争执的主要话题和国共决裂的直接诱因，也是中共坚持认为国民政府应负内战责任的主要凭据。

## 宪法草案决议案
宪草问题，因为与会的国民党代表对五五宪草并不坚持，中共也兴趣不多，且仍须经过宪草审议委员会之审议及制宪国民大会的制定，所以争论较小。1月21日下午，通过成立宪草委员会提议。国共主要的分歧列举如下：国民党要一个大约2千人（平均每县一人）的国民大会行使四权（选举、罢免、创制、复决）；要有一个强有力的半独立总统；要有一个强有力的中央政府和分权的五院制度。中共和民盟的要求是四权人民直接行使，即国大变成全民，一个权力尽可能最大受限的总统；一个类似内阁制的行政院立法院关系；一个地方分权的联邦制政体。最终国民党在几乎所有有争议的地方全部都作了让步，使得25日在其他小组之前最早达成协议。
除了该决议几乎完全根据共产党建议将五五宪草大改外，中共又希望草拟宪稿的人选不能是国民党。当晚，周恩来找蒋匀田，提议请民盟的张君劢草拟宪稿，以免国民党代表执笔，偏于一党之私，将来改正困难。恰巧，第二天国民党王世杰也找蒋匀田建议请张君劢起草宪稿，他说：“若由国民党代表执笔，将难免中共代表逐字退敲，甚难通过。”蒋将国共不谋而合的意见告知张君劢，张慨然应允，从此他负责起草宪稿的历史责任。

## 军事问题决议案

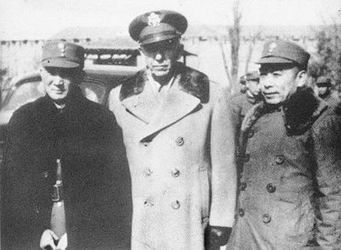
停战三人小组。政府代表张治中（左一）、美国调停代表马歇尔（左二）、中共代表周恩来。

军事问题分组委员会根据青年党所提“停止军事冲突实行军队国家化案”，民主同盟所提“实现军队国家化并大量裁兵案”，国民党所提“全国军队国家化确保军政军令之统一案”，以及缪嘉铭所提“请迅速大量裁兵案”，开会商讨四次，于25日获得协议。
关于整编办法，国民党已定6个月内整编为90个师，总人数180万，共军先行整编为20个师，总人数40万，且由军事三人小组1个月内商定办法，其后2个月内整编完成。在进行此项协商时，国民党提出一个迅速整编方案，即希望上述两项整编完竣后，进一步就进行第二期整编，将全国军队混编为50或者60个师，这一点获得民盟支持。但中共仍然希望保持比例整编，而非混合整编，比如可以将政府军编为45个师，共军再减为10个师，但各自仍为独立单位。这一点争持颇久，最后以统一整编取代国民党原先坚持的混合整编字样。至于统一整编的具体办法，由三人小组协商。
关于联合统帅部问题，国民党提出折中方案，即国防部下设一个建军委员会，由各方参加。整编前，暂且在军事委员会下设一个整编考核委员会，容纳各方参加。

## 施政纲领决议案
施政纲领部分，对于中共的各项主张，国民党作出让步，包括附记第一条：解放区地方政权，暂时维持现状，等国民政府改组后，依照施政纲领第三章第六七八条规定解决，这一个让步使国民政府政令统一的目标完全落空。施政纲领是政协决议的核心部分，其他决议案的内容，例如军事问题，在此多有阐述。另外，该纲领的大部分内容成为了中华民国宪法的基本国策部分之蓝本。

## 政府组织决议案
国民政府委员名额分配，总共40名委员，中共提出三三三制原则，即国民党，各党各派，社会贤达各三分之一，国民党不肯。因国民党欲坚持国大旧代表有效，故中共欲以此交换。双方争执不下，最后中共请示延安，于25日得到回电，同意国民党占半数，不过中共希望有10名。由于此时代表们已经精疲力竭，而王云五则建议趁热打铁彻底解决名额问题，免得日后生出枝节。
会议最后决定对于国民党外的20名额分配，日后再说。政协会后，其余20个名额的分配成了问题的关键。中共为了能够联合民盟行使否决权，坚持要求它和民盟必须占有国府委员会三分之一以上即14名；而青年党则坚持如果给中共超过10席或者给民盟超过青年党，就不参加政府。国民党只同意给中共和民盟12席。这一问题最终演化成为国共破裂的直接原因。。

## 国民大会决议案
国民大会问题始终是争论焦点。最大的困难还是旧代表是否有效的问题。政府以为依法选举出来的代表，无法宣布无效。其它党派则说时间太长，亦或一党包办，等等，坚持重选。后来王云五提出折中方案，放弃旧代表中非经选举产生的国民党当然代表和指定代表共240人，另外增加二分之一，共1800人。新增加的600人，国民党占230，其它党派370。
28日下午，中共要求新代表增加到800，三三三制，未获协议。29日，中共方面提出总额增加至2千名代表，中共要占四分之一，民盟五分之一。30日下午，中共要求名额减少至450，民盟青年党各要400和200。未果。当天晚上，周恩来从延安返渝，31日，午后休会时间与国民党密商。中共因要统战民盟，又不愿让青年党太反感，向国民党秘密提出表面上维持民盟与青年党平等，各占100名，私下国共两党各将自己的名额让出10名送给民盟，这一点在协议文里面不录。国民党正着急解决僵局，收到中共这个密议，当然同意。于是实际名额分配是国民党220，共产党190，民盟120，青年党100，无党派70。至此问题全部解决。